# Talīneh
Talīneh (persiska: Talāyeh, تَلايِه, تلینه) är en ort i Iran.   Den ligger i provinsen Chahar Mahal och Bakhtiari, i den centrala delen av landet, 500 km söder om huvudstaden Teheran. Talīneh ligger 1 586 meter över havet och antalet invånare är 858.
Terrängen runt Talīneh är huvudsakligen bergig, men den allra närmaste omgivningen är kuperad. Runt Talīneh är det ganska glesbefolkat, med 38 invånare per kvadratkilometer. Närmaste större samhälle är Ābzīr, 7,2 km öster om Talīneh. Omgivningarna runt Talīneh är i huvudsak ett öppet busklandskap.